# Jean Guy Mayolas
 (juillet 2022).
Jean Guy Blaise Mayolas est un gestionnaire sportif congolais, né le 3 mai 1962, il est l’actuel président de la Fédération Congolaise de Football (FECOFOOT). Depuis le 14 juillet 2021, il est aussi le président de l’Union des Fédérations de Football d’Afrique Centrale (Uniffac).

## Biographie
Jean Guy Blaise Mayolas est un inspecteur de trésor. Très tôt, sa passion pour le football le conduit à se mettre au service de son pays.
En 1995, il est élu premier vice-président de la section football de l’Etoile du Congo. En 1996, il quitte l’Etoile et prend les commandes du club TP Mystère. Pour lui, ce sera un énorme challenge qu’il relèvera haut la main. En effet, le TP Mystère est un club de deuxième division qu’il réussit à conduire en première division de la ligue de Brazzaville. Ensuite, le club sera qualifié en coupe de la CAF quatre ans plus tard après avoir occupé la deuxième place au championnat national.
En 1998, il est élu, vice président de la ligue de football de Brazzaville, un poste qu’il occupera jusqu'en 2001.
De 2002 à 2004 et ensuite de 2008 à 2010, il occupe le poste de président de la section football de l’Etoile du Congo.
En 2010, à la suite d'une élection non aboutie, il est désigné par la FIFA, vice–président du comité intérimaire de la Fédération Congolaise de Football. Son intérim durera de mai à novembre de la même année.
Après de nouvelles élections en novembre 201O, il est élu premier vice-président de la Fédération Congolaise de Football, poste qu’il occupera jusqu’en 2018.
Le 3 octobre 2018, il est élu président de la fédération Congolaise de Football. 
En mars 2019, Guy Blaise Mayolas est élu membre du bureau exécutif de l’Uniffac. Il sera ensuite nommé à la vice-présidence de l’institution durant le mois d’août 2019. À la suite d'une vacance du poste de président par l'Équato-Guinéen Gustavo Ndong Edu à cause d'élections contestées en Guinée-Équatoriale, la CAF prendra une décision. 
Le 14 juillet 2021, le secrétariat général de la Confédération Africaine de Football rend officiel la nomination à la présidence de l'Uniffac de Jean Guy Mayolas.